# Península de Samaná
A Península de Samaná é uma península localizada na província de Samaná, na República Dominicana. A Península de Samaná está ligada ao resto da ilha Hispaniola pelo istmo de Samaná. A Península possui muitas praias, especialmente na cidade de Santa Bárbara de Samaná. Ela tem três rios. As estradas principais são a DR-5 e a Rodovia Samaná que faz transporte da península para Santo Domingo. A península também contém o Aeroporto Internacional de El Catey. A economia da península é baseada na agricultura e na economia social.